# Sub
MTV Sub (anteriormente conhecida como TVTV! e Subtv) é um canal de televisão a cabo da Finlândia da MTV Oy, sendo a maior emissora privada assistida no país[carece de fontes?]. O proprietário anterior, Alma Media, vendeu Sub e seus canais irmãos (MTV3, MTV Max, AVA Radio Nova and Sävelradio) para Bonnier AB e Proventus em 2005.